# Culture Vultures
Culture Vultures — второй студийный альбом американской группы Orson. Релиз альбома состоялся 22 октября 2007 года, но просочился в сеть за 2 дня до этого.

## Коммерческий успех
Пластинка не получила того успеха, которого добился её предшественник - Bright Idea, дебютировав только на 25 месте в UK album chart, с тиражом 8 020 проданных копий. Главный сингл - "Ain't No Party" смог добраться лишь до 21 позиции.

## Список композиций
1. "Radio" - 3:42
2. "Ain't No Party" - 3:19
3. "Broken Watch" - 3:43
4. "The Contortionist" - 4:04
5. "Gorgeous" - 3:20
6. "Debbie's Gone" - 2:54
7. "Where You Are" - 4:07
8. "Little Miss Lost & Found" - 4:22
9. "Northern Girl" - 3:53
10. "Cool Cops" - 4:26
11. "Everybody!" - 3:10

## История релиза
| Регион         | Дата                 |
| -------------- | -------------------- |
| Великобритания | 22 октября 2008 года |
| Мир            | 22 февраля 2008 года |